# Orgull
|  | Per a altres significats, vegeu «Orgull (desambiguació)». |

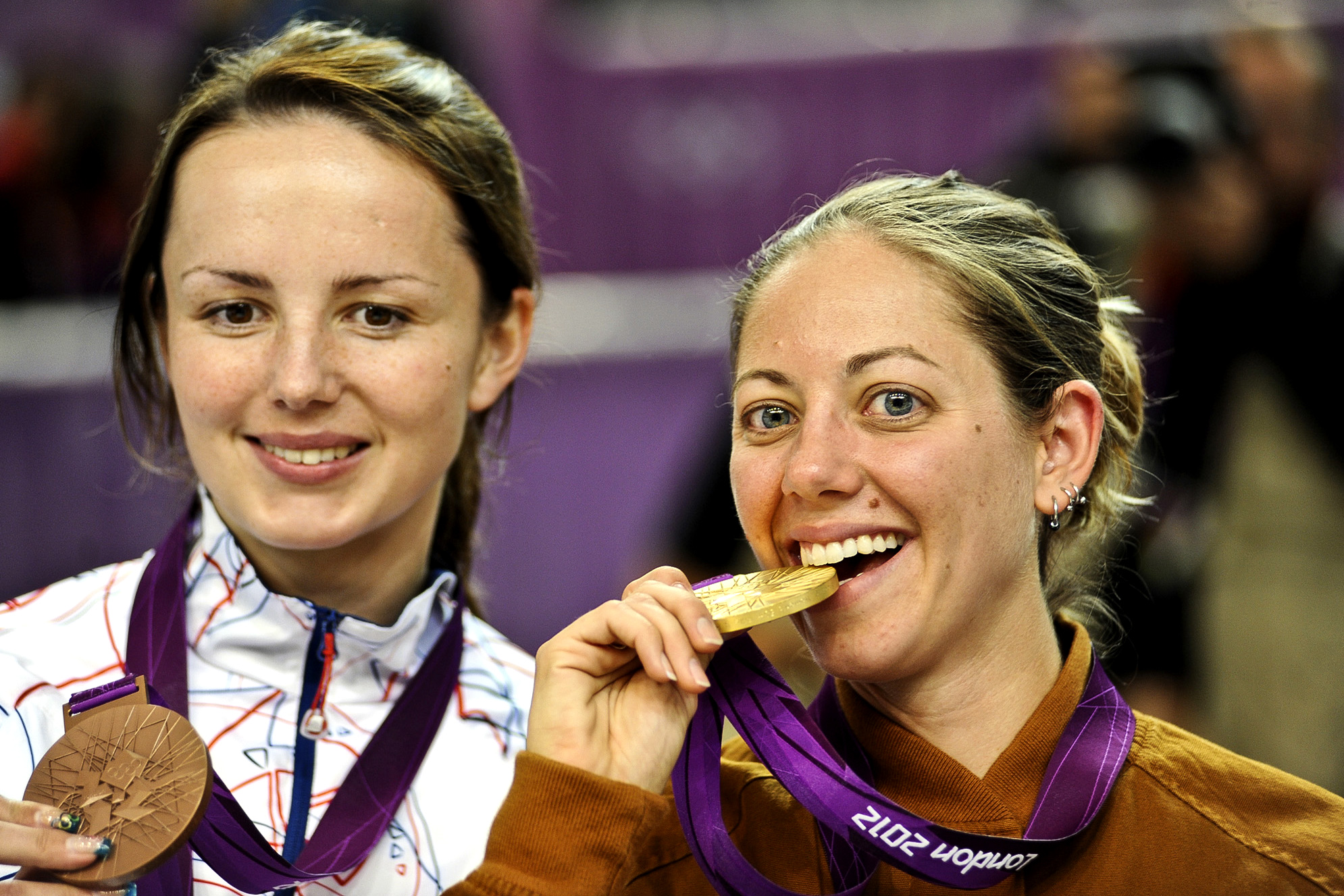
Orgull

L'orgull és el sentiment legítim de la pròpia dignitat o de les pròpies obres. S'ha de distingir de la vanitat o arrogància.